# Kukele
El kukele és una llengua que es parla al sud-est i a l'est de Nigèria. Els kukeles viuen a la LGA d'Ogoja, a l'estat de Cross River i a la LGA d'Abaliki, a l'estat d'Ebonyi i a les LGAs d'Okpokwu i d'Oju, a l'estat de Benue.
El kukele és una llengua del grup lingüístic de les llengües koring-kukele, que formen part de la família lingüística de les llengües de l'alt Cross. Les altres llengües d'aquest grup lingüístic són l'oring i l'uzekwe.
Gaudeix d'un ús vigorós i està estandarditzada (5). És una llengua d'ús literari i uns 45.000 dels seus parlants són monolingües. S'escriu en alfabet llatí des del 1976. Té set dialectes, entre els quals hi ha l'iteeji, el mtezi i l'ugbala.

## Població i religió
El 97% dels 149.000 kukeles són cristians; d'aquests, el 60% són catòlics i el 40% protestants. El 3% restant creuen en religions tradicionals africanes.